# Meadview (Arizona)
Meadview est une communauté non incorporée et une Census-designated place située dans le comté de Mohave, en Arizona aux États-Unis. Elle a été fondée dans les années 1960 en tant que lieu de retraite.

## Géographie
Meadview est établie au nord-ouest de l'Arizona, près de la frontière avec le Nevada et s'étend sur un territoire de 80 km2 qui comprend les zones de South Cove, Pearce Ferry et Grand Wash. Bien que située près du lac Mead, dont elle tire son nom, la localité est séparée de celui-ci par une crête à l'ouest. Elle s'élève à une altitude de 1 066,8 m.

## Histoire
Il y a 30 à 15 000 ans, un lac peu profond existait près de Tule Springs.
L'histoire humaine dans cette région remonte à une période comprise entre 13 et 11 000 ans. Les premières personnes qui peuvent être identifiées dans cette région étaient connues sous le nom de Basketmakers. Ils étaient probablement les précurseurs des Indiens Pueblo qui étaient des fermiers et des commerçants.
L'histoire écrite de la région commence en 1826, lorsque Jedediah Smith réalise sa première expédition du Sud-Ouest à la recherche de castors. Les autres explorateurs sont John C. Fremont, le lieutenant Edward Beale, le lieutenant Joseph Christmas Ives et le major John Wesley Powell.
Les explorateurs ont été suivis par la colonisation et l'exploitation. Des fermes mormones et des camps miniers se sont installés le long des rivières et dans les montagnes. 
La localité en elle-même est d'origine récente, ayant été créée dans les années 1960 en tant que communauté de retraite.

## Climat
Selon le système de classification climatique de Köppen, Meadview possède un climat désertique froid, de type BWk.
| Mois                              | jan. | fév. | mars | avril | mai | juin | jui. | août | sep. | oct. | nov. | déc. |
| --------------------------------- | ---- | ---- | ---- | ----- | --- | ---- | ---- | ---- | ---- | ---- | ---- | ---- |
| Température minimale moyenne (°C) | 1    | 2    | 5    | 9     | 16  | 21   | 24   | 23   | 18   | 11   | 5    | 1    |
| Température maximale moyenne (°C) | 13   | 15   | 19   | 25    | 31  | 37   | 39   | 38   | 34   | 26   | 18   | 13   |

| Diagramme climatique                                  |       |       |       |        |        |        |        |        |        |       |       |
| J                                                     | F     | M     | A     | M      | J      | J      | A      | S      | O      | N     | D     |
| 13180                                                 | 15280 | 19580 | 25980 | 311680 | 372180 | 392480 | 382380 | 341880 | 261180 | 18580 | 13180 |
| Moyennes : • Temp. maxi et mini °C • Précipitation mm |       |       |       |        |        |        |        |        |        |       |       |

## Démographie
Selon le recensement de 2020, la population s'élevait à 1 420 habitants.

## Radio et télévision
Meadview est une communauté détenant des licences pour cinq stations de télévision à diffusion générale et d'une station de radio. Les stations de télévision retransmettent les stations de Phoenix et appartiennent au comté de Mohave. La station de radio est une propriété privée et retransmet une station de radio de Redding, en Californie par satellite. Meadview est également à portée des principales stations de télévision et de radio de Las Vegas, au Nevada.
- K23DK - diffuseur de KPNX 12 Phoenix (NBC)
- K25DH - diffuseur de KTVK-TV 3 Phoenix (Ind)
- K36FZ - diffuseur de KAET 8 Phoenix (PBS)
- K38GR - diffuseur de KNXV-TV 15 Phoenix (ABC)
- K47HE - diffuseur de KPHO-TV 5 Phoenix (CBS)
- K215DJ 90.9 - diffuseur de KVIP-FM 98.1 Redding CA, radio chrétienne
- KVGS 107.9 - station de country desservant Las Vegas, détenant une licence à Meadview.